# Tipula aino
Tipula aino är en tvåvingeart som beskrevs av Alexander 1914. Tipula aino ingår i släktet Tipula och familjen storharkrankar. Inga underarter finns listade i Catalogue of Life.